# Peroxidación lipídica

Mecanismo de la peroxidación lipídica.

La peroxidación lipídica  o lipoperoxidación hace referencia a la degradación oxidativa de los lípidos. Es el proceso a través del cual los radicales libres capturan electrones de los lípidos en las membranas celulares. Este proceso es iniciado por un mecanismo de reacción en cadena de un radical libre. En la mayoría de los casos afecta los ácidos grasos poliinsaturados, debido a que contienen múltiples dobles enlaces entre los cuales se encuentran los grupos metileno (-CH2-) que poseen hidrógenos particularmente reactivos. Al igual que cualquier reacción con radicales, esta se modela en tres pasos fundamentales: iniciación, propagación y terminación.

## Iniciación
La iniciación es el paso en donde el radical de ácido graso es producido. Los iniciadores en células vivas más notables son especies reactivas del oxígeno, tales como OH·, el cual combina con un hidrógeno para dar lugar a agua y  a un ácido graso radical.

## Propagación
El ácido graso radical no es una molécula muy estable, de modo que reacciona rápidamente con oxígeno molecular, creando de este modo un ácido graso peroxil radical. El mismo también es una especie muy inestable por lo cual reacciona con otro ácido graso dando lugar a un ácido graso radical diferente y a un peróxido lípido o un peróxido cíclico si ha reaccionado consigo mismo. Este ciclo continúa ya que el nuevo ácido graso radical se comporta de la misma manera.

## Terminación
Cuando un radical reacciona, siempre produce otro radical, es por ello que se trata de un mecanismo de reacción en cadena. La reacción radical se detendrá cuando dos radicales reaccionan y producen una especie no radical. Esto ocurre solamente cuando la concentración de especies radicales es lo suficientemente alta como para que exista la probabilidad de que se encuentren dos radicales. Los organismos han evolucionado diferentes moléculas que aceleran el proceso de terminación atrapando radicales libres, protegiendo de esta manera la membrana celular. Uno de estos importantes antioxidantes es la vitamina E. Otros antioxidantes de importancia incluyen las enzimas superóxido dismutasa, catalasa y peroxidasa.

## Peligros
Si la reacción no es terminada con rapidez, habrá daño en la membrana celular, que consiste principalmente de lípidos. De esta manera la fototerapia puede provocar la hemólisis rompiendo la membrana de los eritrocitos.
Además, los productos finales de la peroxidación lipídica pueden ser mutagénicos y carcinogénicos. Por ejemplo el producto final malondialdehído reacciona con la deoxiadenosina y la deoxiguanosina del ADN, formando aductos de ADN, principalmente M1G.

## Ensayos
Ciertos ensayos diagnóstico están disponibles para la cuantificación de productos finales de la peroxidación lipídica, específicamente el malondialdehído (MDA). El ensayo más comúnmente utilizado es llamado TBARS.